# Aldwincle
Aldwincle – wieś w Anglii, w hrabstwie Northamptonshire. Leży 32 km na północny wschód od miasta Northampton i 104 km na północ od Londynu.